# Doltu, Fălești
Doltu este un sat situat în vestul Republicii Moldova, în Raionul Fălești. Aparține administrativ de comuna Ișcălău. La recensământul din 2004 avea o populație de 1.073 locuitori.